# 辛意雲
辛意雲（1943年—），臺灣學者，曾任教於臺北市立建國高級中學、台北藝術大學。辛意雲師承錢穆，致力傳承儒學精神，發揚中國傳統文化。他對中國傳統戲曲深為愛好，在台灣長期推動戲曲藝術。

## 生平
辛意雲之父畢業於北京大學，為南開大學英文教授。母親在15歲時，畢業於雲南航校第一期，是中國第一個女性飛行員。隨後她至北京就讀北京师范大学英語系，畢業後服務於中國航空公司。二次大戰期間，與其父相識結婚，生下一女一子，長女辛意明，與長子辛意雲。兩人因為戰爭與工作而分開生活，辛意雲與其姐隨母親在上海生活，每年只有寒暑假幾個月時間可以與父親見面。1948年底，因國共內戰，中國航空遷至台灣，其母攜其姐與辛意雲，由上海移居台南市。中國航空解散後，其母擔任中華民國空軍參謀。辛意雲是早產兒，從小身體不好，有心臟問題，自幼對生死問題深感興趣，經常到家中附近的寺院去。其母親愛好文化活動，有許多藝文界朋友。她聘請老師，至家中為辛意雲教授京劇，每週六也固定到電影院看電影。
辛意雲在藝術薰陶中長大，從小就打下良好的國學底子，也學習書畫等，但因為數學成績不佳，國高中時期的學業與升學遭遇到很大困難。大學就讀於文化大學哲學系，在此取得碩士學位。大一導師為陳鼓應，曾受教於張澄基、印順法師、趙一葦、謝幼偉、愛新覺羅毓鋆等人。作家三毛當時為旁聽生，兩人成為同學。1969年，錢穆至文化大學授課，因其父與舅舅皆曾是錢穆學生，辛意雲慕名前去聽講，自此拜入錢穆門下，長期隨侍在錢穆身邊。
在服兵役期間，辛意雲於鳳山黃埔軍校擔任國文教師。退伍後，至建國中學、北一女中教授國文，也負責指導學生社團。隨後參與國立藝術學院的創立，成為共同學科講師，在校開設老子選讀、莊子選讀、中國哲學史、美學史等課程。1975年，參與白先勇《遊園驚夢》劇本製作，兩人相識，發現兩家原是世交。多年後又參與了白先勇青春版《牡丹亭》的製作，負責劇本與美學顧問。1993年，中華人民共和國教育部，邀請了台灣學者至中國講學，辛意雲也在受邀之列。此後，他每年固定至北京，在國學夏令營講《論語》。
2008年起，受台積電文教基金會贊助與新竹IC之音廣播電台邀請，開設「中國經典系列」廣播節目，主題包含《論語辛說》、《漫談傳統中國生命美學》、《莊子辛說》、《墨子辛說》、《老子辛說》、《世說新語》、《辛意雲說詩經》等，並出版有聲書。台積電文教基金也多次將有聲書捐贈給全國各級學校。。
2010年11月14日，獲得第14屆台北文化獎。
2012年，承接錢穆提出的「人人必讀的七本書」，辛意雲在台北陸續講授《論語》、《孟子》、《莊子》、《老子》、《六祖壇經》、《近思錄》、《傳習錄》等，將這七本經典深入剖析，供讀者作為人生的閱讀參照，並陸續出版成書。此外，近年亦在錢穆故居素書樓講堂《四書與品德教育講座》中講授《孟子》及《中庸》，趨勢教育基金會講授《金剛經》並出版成書，建中國學社講授《史記》《詩經》《大學》等等，相關著作及講學活動詳見索引。

## 作品

### 書籍
- 阮昌銳、辛意雲（1992）《中國人的生命禮俗─嘉禮篇》。台北：行政院文化建設委員會。
- 辛意雲（2017）《辛老師的私房國文課：從經典中學習生活智慧》。台北：台灣商務。
- 辛意雲（2017）《金剛經的哲學》第一冊。台北：財團法人趨勢教育基金會。
- 辛意雲（2018）《辛老師的私房美學課》。台北：台灣商務。
- 辛意雲（2018）《金剛經的哲學》第二冊。台北：財團法人趨勢教育基金會。
- 辛意雲（2019）《人人必讀的七本書：《論語》、《孟子》辛老師的私房經典課(1)》。台北：台灣商務。
- 辛意雲（2023）《人人必讀的七本書：《莊子》、《老子》辛老師的私房經典課(2)》。台北：台灣商務。

### 論文
- 辛意雲（1979）由先民足跡談中國旅遊。漢聲，6: 80-83。
- 辛意雲（1996）儒家思想要義。錢穆先生紀念館館刊，4: 1-11。
- 辛意雲（2005）天地一體．物我合一的有情世界—看牡丹亭有感。美育，144: 82-87。
- 辛意雲（2019）人學的建立與孔孟學說。覺行，49: 36-62。
- 辛意雲（2020）探索心性，圓滿覺行。覺行，52: 36-47。
- 辛意雲（2020）傳統「文化意識」與「國家政策」：價值觀決定國家民族存亡。覺行，51:  20-29。
- 辛意雲（2021，7月）〈重生輕利vs重利輕生：從文化基因的角度，探討東西方對Covid 19防疫舉措的差異與影響〉。2021華梵大學東方人文思想學術研討會線上論文發表，台北。
- 辛意雲（2021）公羊學序